# François de Tournon
François de Tournon (Tournon, 1489 – Saint-Germain-en-Laye, 1562. április 22.) francia egyházi vezető, Embrun, Bourges, Auch és Lyon érseke, bíboros, az Ágoston-rend vezetője, I. Ferenc és II. Henrik francia király befolyásos tanácsadója és diplomatája volt.

## Élete

### Pályájának korai szakasza
II. Jacques de Tournon és Jeanne de Polignac ötödik gyermeke és második fia volt. Szülei egyházi pályára szánták, így tizenkét éves korában belépett az Ágoston-rendbe. Tanulmányait  Saint-Antoine-l’Abbaye apátságában folytatta, amelynek 1509-1512 között névleges apátja is lett. 1518. július 30-án Embrun érsekévé választották, majd megkapta a feurs-i apátság névleges vezetését. Lyonban találkozott először I. Ferenccel.

### Franciaország és Spanyolország megbékítése
Tournon érsek első fontosabb szerepvállalására 1525-ben került sor. A paviai csata során spanyol fogságba került király kiváltása érdekében a király anyja, Savoyai Lujza vezette régenstanács őt és Jean de Selve-et, a párizsi parlament elnökét küldte Madridba, hogy tárgyaljanak V. Károllyal a békéről és Ferenc kiváltásáról. Hosszas egyezkedés nyomán Tournon 1526. január 14-én aláírta a madridi békét, a kiszabaduló király pedig ettől kezdve, bár külön titulussal nem ruházta fel, rá hagyatkozott külügyeinek irányításában. Még a béke aláírása előtt, 1526. január 8-án a bourges-i érsekség élére helyezték át, amely hivatalban tizenegy évet töltött. 1529-ben nagy szerepe volt a madridi szerződést felváltó cambrai-i béke megkötésében. 1530-ban ismét Spanyolországban járt, hogy kiváltsa a madridi béke értelmében túszként ott tartózkodó Ferenc dauphint és öccsét, Henrik orléans-i herceget. Még ebben az évben ismét Madridba utazott, ahol megegyezett Károllyal arról, hogy a már hat éve megözvegyült Ferenc feleségül vegye nővérét, Eleonórát, I. Mánuel portugál király özvegyét. Tournon kísérte Franciaországba a hercegnőt, és ő celebrálta az esküvői szertartást 1530 augusztusában, a Bazas melletti Capitieux-ben.

### Újabb diplomáciai feladatok
Szolgálatait elismerve a király elérte, hogy Tournont 1530. március 9-én bíborossá nevezzék ki. A bíborosi kalapot és a széktemplomát, a Szent Marcellinus és Péter-bazilikát májusban kapta meg. Hamarosan Rómába küldték, hogy megakadályozza Ferenc gallikanizmus miatti kiközösítését, majd innen Angliába küldték, hogy megpróbáljon véget vetni az anglikán egyházat megalapító, V. Károly hatására kiközösített VIII. Henrik és a pápaság közti szakításnak. 1534-ben részt vett a III. Pál pápát megválasztó konklávén, valamint megkapta Saint-Germain-des-Prés apátságát. Ezekben az években az itáliai fejedelemségek nagy részével is sikerült rendeznie Franciaország viszonyát.
II. Ferenc milánói herceg halálát követően, 1536-ban a francia csapatok megszállták Savoyát, mire V. Károly betört Provence-ba. A háború során Tournont Anne de Montmorency connétable (főparancsnok) helyettesévé (lieutenant-général) nevezték ki, amely minőségben kiválóan teljesített. A hadműveleteket Lyonból irányító Tournon jóvoltából a franciáknak sikerült kiszorítaniuk a támadókat, sőt Piemontot is megszállták, miközben a katonaság folyamatos ellátását és a kincstár jövedelmeit is biztosítani tudták. 1538-ban, a háború lezárásakor ő képviselte Ferencet III. Pál pápa és V. Károly nizzai találkozóin. Jutalmul 1537-ben Tournus, illetve a saumuri Saint Florent-kolostor apátjává nevezték ki, illetve – Bourges-t hátrahagyva – 1538-ban Auch adminisztrátor érsekévé lépett elő.

### Humanizmus és ellenreformáció
Diplomáciai és egyéb állami megbízásai mellett Tournon a kultúra területén is jelentős szerepet töltött be. I. Ferenchez hasonlóan támogatta a művelődést: segédkezett a királyi nyomda megalapításában, jelentősen hozzájárult az uralkodó könyvtárának bővítéséhez, és 1536-ban szülővárosában is kollégiumot alapított (Collège de Tournon), amit néhány éven belül egyetemi rangra emeltek, és a jezsuiták vették át az irányítását. Ekkoriban több mint kétszáz hallgatója volt. (Az intézmény 1636-tól ismét kollégiummá vált, 1828-tól pedig állami gimnáziumként működik. 1967-től Gabriel Faure író nevét viseli.) Ezen túlmenően igyekezett művelt emberekkel körülvenni magát: társaságába tartozott mások mellett a humanista Denis Lambin, Marc-Antonie Muret és Vincenzo Lauro is. Tournonnak nagy szerepe volt Ferenc valláspolitikájának alakulásában is: ellenezte a reformáció terjedését és igyekezett rávenni a kérdésben változó álláspontot elfoglaló királyt a protestánsok üldözésére, valamint a jezsuita rend franciaországi meghonosítására. 1542-ben az Ágoston-rend főgenerálisává választották.

### Itáliai megbízások
I. Ferenc halálát követően utódja, II. Henrik 1547-ben Rómába küldte Tournont, ahol nyolc éven keresztül képviselte a királyság érdekeit. Ebben az időben részt vett a III. Gyulát megválasztó 1549–1550-es konklávén, majd új szerződést kötött a pápával. 1550 februárjában bíboros-püspökké lépett elő Sabina élén, majd 1551. május 11-én Lyon érsekévé nevezték ki. Ebben az időben újabb apátságokat bíztak rá, így került hozzá Tournon, Ambournai, Aisnai és Saint-Antoine kolostorának vezetése. 1555-ben a II. Marcellt és IV. Pált megválasztó konklávén is részt vett. Még ebben az évben hazatért, de rövidesen ismét Rómába küldték, hogy megnyerje a pápa támogatását a Spanyolország ellen tervezett háborúhoz. Bár a bíboros nem támogatta a lotaringiai hercegi Guise-ház ambíciói által fűtött terveket, békéltetési kísérletei kudarcba fulladtak, és 1557-ben kirobbant a háború.

### Utolsó évei
1559-ben jelen volt a IV. Piuszt megválasztó konklávén, ahol maga is nagy esélyesnek számított. A király halála miatt még abban az évben hazahívták. 1560 márciusában újabb bíboros-püspöki széket választott: Ostia és Velletri élére került, ami a bíborosi kollégium dékánjának járt. 1561-ben ő elnökölt a hugenották és katolikusok megbékítésére szervezett poissyi kollokviumon, ahol arcátlanságáért bírálta Théodore de Bèze-t. 1562 áprilisában halt meg Saint-Germain-en-Laye-ban; az általa vezetett Saint-Germain-des-Prés apátságában helyezték nyugalomra, de 1720-ban maradványait áthelyezték szülővárosába, az általa alapított kollégium kápolnájába.